# 万廻
万廻（まんえ、632年（貞観6年） - 711年（景雲2年））は、中国唐代の神異・風狂の僧。法雲公と号す。俗姓は張氏。虢州閿郷県の人。

## 生涯
『宋高僧伝』巻18の「唐虢州閿郷万廻伝」の記述によって記す。
弱年の時、白痴で話すことができなかった。父母はその濁気を哀れんだ。よって、隣の里の子供らにからかわれるようになったが、それに抗うような態度を示すことはなかった。ただ、「万廻」という語だけは口にしていたので、よって彼の字とした。なおかつ、暑さ寒さの別なく、下賎な者を侮ることなく、金持ちらには礼を尽くすことがなかった。東へ西へと奔走するばかりで、それが終日やむということがなかった。その様は、ある時は笑いある時は泣き、ほぼ決まった容貌というものがなかった。口角には常に泡を浮かべており、人々は皆奇異に感じていた。華奢なことを好まず、言葉を発することも稀であったが、言葉を出せば、それは必ず予言の体をなしており、事実が起こってから明らかになるということがあった。
万廻が10歳の時、兄が辺境の守備に派遣されたが、長い間安否が不明になってしまった。母親は非常に憂えて、斎を設けて福を祈った。万廻がたちまち母に「兄は大丈夫、とてもよくわかる。どうして憂えているの？」と言った。その晩、万廻の姿が見えなくなったが、すぐに戻り、兄の書信を持って来て「大丈夫だった」と言った。問い質しても何も答えなかったが、その後、兄が戻って言うには、その日に万廻がやって来て、餅を置いて帰ったということが判明し、家中が大いに驚いた。それより人々の万廻に対する見方が一変し、その名声が朝廷にまで聞こえるようになった。
中宗皇帝は謁見して尊崇し、神龍2年（706年）に勅して、特に万廻を一人だけ得度させることを認めた。高宗の末年以来、武則天は内道場に入れて尊崇した。閿郷の興国寺には石塔があったが、万廻の入内後、光を放つようになった。ただ、万廻の所作は相変わらず不明なものであったが、言葉を出せば必ずその根拠となることがあった。勅して法雲公の号を賜った。
その先、則天は酷吏を用いて恐怖政治を行なっていた。宰相の崔玄暐の身辺にも危険が迫った時、その母の盧氏が崔玄暐に「万廻をお迎えするのです。この僧は宝誌の流であり、その挙措を見れば、自らの禍福を知ることができるのです」と言い、家に迎えさせた。結果、家の中から予言書を得ることができ、それを焼いた。そのお蔭で、家宅捜索にあっても何も見つからず、酷吏たちが使うワナを未然に防ぐことができた。
僧伽という僧が西域より渡来した時、中宗が万廻に何者かと問うと、「観音の化身です」と答えた。あるいは、玄奘三蔵がインドの石蔵寺で空房と空席があるのを見て、その僧房の大徳に聞くと、「その僧は法事を欠いたことで罰せられて東方におり、震旦国（中国）の閿郷にいる、万廻がその人である」と答えた。中国に戻った玄奘が万廻宅を訪ねたところ、その母が知らしてもいないのに、僧を迎える準備をして待っていた。といった類の話が知られている。
即位前の玄宗皇帝がお忍びで万廻の所を訪ねると、万廻は何度もその背を撫でて「五十年天子自愛、以後は知らぬ」と言った。それより50年後とは、安史の乱に当たる。巷には、万廻に仮託した「小万廻」が現れ、市里を惑わしたが、多くの者が誅殺された。万廻の没後、徐彦伯が碑を造り、閿郷の玉澗西路に建てた。
その没年に関しては、『宋高僧伝』の本伝には記述が無いが、『太平広記』に引用されている『談賓録』と『両京記』の2書には、「景雲中に卒す」とある。『六学僧伝』では「景龍2年（708年）に卒す」とあり、『仏祖歴代通載』には「景隆元年に卒す」とあるが、ここでは、『景徳伝灯録』巻27の記述によって記している。